# Chionaema pellucida
Chionaema pellucida là một loài bướm đêm thuộc phân họ Arctiinae, họ Erebidae.